# Scolecura
Scolecura és un gènere d'aranyes araneomorfes de la subfamília dels erigonins, dins de la família Linyphiidae. Es poden trobar a Sud-amèrica: Argentina, Colòmbia, i Brasil:
Fou descrita per primera vegada per Alfred Frank Millidge l'any 1991.

## Llista d'espècies
Segons The World Spider Catalog 12.0:
- Scolecura cambara Rodrigues, 2005 – Brasil
- Scolecura cognata Millidge, 1991 (Espècie tipus) – Colòmbia
- Scolecura parilis Millidge, 1991 – Brasil, Argentina
- Scolecura propinqua Millidge, 1991 – Argentina